# Васил Големански
 Тази статия е за българския зоолог.  За администратора вижте Васил Големански (администратор).  
Васил Григоров Големански е български учен зоолог, академик.

## Биография
Васил Григоров Големански е роден на 26 декември 1933 г. в с. Голям извор, Тетевенско. Първоначалното си образование, вкл. прогимназия, завършва в родното си село, откъдето са и родителите му – баща му Григор и майка му Йона. И двамата са от стари местни родове. Дядото на майка му – Георги Стойков е известен съратник на Васил Левски и е бил секретар на първия Окръжен революционен комитет в Българско с нелегално име „Сюлейманоглу Дауд“, организиран в неговата къща от Левски през 1872 г. За неговата дейност той е съден по процеса на Левски и е прекарал 6 години заточение в Енгюр. Днес родната къща на дядо му и майка му е запазена като къща музей и е обект на туристически интерес.
През есента на 1947 г. постъпва в Климатичната гимназия „Георги Бенковски“ в Тетевен в паралелка с изучаване на френски език. Важна роля за оформяне на интересите му имал учителят по биология Йото Тодоров, който обзавел образцов кабинет в гимназията с богати сбирки от скали, растения, скелети, препарати и картини на животни и човешкото тяло, вкаменелости, събирани от него в околностите на Тетевен. Васил завършва гимназията през 1950 г., а в 1952 г. постъпва в Софийския университет. Записва се в специалността биология, която по онова време е заедно с геологията и географията в един факултет – Биолого-геолого-географски (БГГФ), просъществувал до 1961 г. Много от основните курсове студентите слушат заедно с геолозите и географите, а това имало значение за формирането на по-широк кръгозор на естествениците.

## Начало на научната дейност
Интересите му към зоологията на безгръбначните животни и особено към протозоологията се проявяват още в първи курс по време на лекциите при доц. Георги Козаров и упражненията при асистента Димо Божков. Тези двама бележити български зоолози възбудили интересите му към протозоите (протистите). Като студент написва и първата си научно-популярна статия за паразитните протозои по животните в сп. „Природа и знание“. Оттогава има афинитет и към научнопопулярната дейност.
В 1954 г. пристъпва към разработване на дипломната си работа под ръководството на паразитолога проф. Атанас Попов от Централния ветеринарен институт като проучва кокцидиите по пуйките в България. През 1957 г. работата му е класирана на I място в Републиканския студентски конкурс за научна дейност в областта на биологията и е наградена. През същата година завършва 5-годишното следване в БГГФ и преди напускането получава предложение от доц. Козаров за участие в конкурс за асистент по безгръбначни животни.

## Професионален път
Като асистент по зоология (1958 – 1966) В. Големански продължава изследванията си върху кокцидиите и на други домашни и диви животни. Върху тях публикува и първите си научни статии през 1962 г. От 1 април 1966 г. е назначен за научен сътрудник по протозоология в Института по зоология при БАН. Хабилитира се през 1971 г. като ст.н. сътр. II ст. т. по протозоология. В 1980 г. защитава дисертацията си за „доктор на биологическите науки“ на тема: „Интерстициалната текамебна фауна на пясъчния морски супралиторал“, след което става професор (тогава ст.н. сътр. I ст.) по зоология в Института по зоология – БАН (1982). Оттогава е и професор по зоология в Шуменски университет, а от 1986 – професор по зоология и в Биологическия факултет на Софийския университет. БАН го избира за свой член-кореспондент през 1997 г. и за академик през 2003.
Освен значими научноизследователски приноси, В. Големански има и голям принос като организатор в науката. Пет години (1967 – 1972) той е научен секретар и 12 години (1971 – 1982) – зам.-директор на Института по зоология при БАН. От 1982 до 1988 г. е и зам.-директор на Единния център по биология при БАН, обединяващ дейността на най-многобройната група изследователски институти в Академията. В Института по зоология създава и ръководи секция по „Протозоология“, привлича и създава кадри. Неговите ученици са хабилитирани и утвърдени учени, които продължават протозоологичните изследвания в България. Пенсионира се през 2008 г.
В. Големански участва в управлението на Националния фонд за научни изследвания (1990 – 2001 г.), Българското природоизпитателно дружество (1975 – 1996), Българското паразитологично дружество (1996 – 2006), Висша атестационна комисия (ВАК) при Министерския съвет, Специализирани научен съвети към ВАК (1982 – 2012. Член е на различни научни съвети към Института по зоология и Института за гората при БАН, на Националния център за заразни и паразитни болести, Експертния съвет по оценка на риска в областта на безопасност на храните и др.
Член е на редколегиите на международни и български научни списания: „Acta protozoologica“, „Archivum of Biological Sciences“, „Acta zoologica bulgarica“, „Доклади на БАН“, „Природа“ и др. Големи са заслугите му за утвърждаването на зоологичното списание „Acta zoologica bulgarica“, на което е дългогодишен главен редактор. Той е главен редактор и на второто разширено 3-томно издание на „Червена книга на Република България“ (2011), на националната зоологична монографична поредица „Фауна на България“ (1989 – 2003), както и на „Енциклопедия А-Я“, „Енциклопедия България“ (12 тома) и др.

## Приноси в зоологията
Основните направления, в които Големански оставя дълбока следа в българската наука са: биоразнообразие, морфология, таксономия, биология и екология на сладководни, морски и паразитни едноклетъчни животни (протозои). Той открива (1970) и проучва цяла една неизвестна до 1970 г. морска интерстициална асоциация от черупчести амеби и фораминифери и доказва нейното космополитно разпространение в пясъчния литорал на моретата и океаните. За първи път в науката открива и описва 1 семейство, 14 рода и над 40 вида морски литорални протозои. Той установява и техните морфологични и екологични адаптивни особености за живот в пясъчния морски литорал. Изучава биоразнообразието, разпространението, морфологията и екологията на сладководни, почвени и мъхови черупчести амеби от България и други страни (Гвинея, Тайланд, Виетнам, Куба, Мексико, Сърбия, Полша, Северна Македония и др.), в резултат на което е открил и описал 12 нови за науката видове от посочените страни. Проучва и състава и разпространението на чревните едноклетъчни паразити (кокцидиите) на голям брой диви, стопански важни и ловни бозайници и птици от България (сърни, елени, муфлони, диви зайци, ловни фазани, и др.), в които е установил 56 вида кокцидии от родовете Eimeria, Isospora, Tyzzeria и Sarcocystis. Доказал, че златистият чакал и сивият вълк са крайни гостоприемници и вектори на саркоцистозата по дивите и домашни бозайници в страната. Открил и описал 6 нови за науката кокцидии от родовете Eimeria и Isospora. В колектив с чешки и български паразитолози изучава едноклетъчните паразити на основни видове стопански ценни сладководни риби (шаран, бял амур, толстолоб, балканска пъстърва и др.) от рибовъдни стопанства и водоеми в страната. Събира сведения за 127 вида протозойни паразити на 73 вида риби от българската ихтиофауна. Големански продължава традицията, положена от акад. Иван Буреш и публикува и редица книги и статии върху историята на зоологията в България, както и на нейните творци от Освобождението.

## Публикации
Големански е автор на 193 журнални научни статии в чужбина и България, на 8 учебници и ръководства за Софийския, Шуменския и Нов български университети, и на 15 научнопопулярни книги, поредици и др. Той е автор на сценариите или е консултант на 10 научнопопулярни филми, ръководител и участник в десетки национални и международни научноизследователски проекти.
Голямо внимание отделя на делото на своите предшественици и учители – първите зоолози в България. Той старателно събира разпръснатите от времето сведения и публикува техни биобиблиографии: Сред другите му научнопопулярни книги по-известен е първият български паразитологичен речник.
Името му остава завинаги свързано с изучаването на морфологията, ултраморфологията, таксономията, екологията и разпространението на сладководните и почвени текамеби (черупчести амеби) в България и други страни, както и на интерстициалните (от пясъчния морски бряг) текамеби и фораминифери в пясъчния литорал на моретата и океаните, на спорозойните едноклетъчни паразити (грегарини, кокцидии и хемоспоридии) на бозайници, птици, пещерни диплоподи, насекоми и др., екто- и ендопаразитните едноклетъчни на сладководните риби в България и Чехия. Приносите му в науката са отразени в над 190 научни публикации. В България и в чужбина трудовете му са цитирани над 1200 пъти.

## Членства
Акад. Големански е председател на Националния комитет по проблемите на околната среда при БАН (SCOPE – ICSU) (1995 – 2008) и на Националния комитет към Международния съюз за биологични науки (IUBS) при БАН (1995 – 2008). Член е на Европейска федерация по паразитология, на Дружество на протозоолозите, говорещи френски език (GPLF), на Европейското дружество на протистолозите, на Международна комисия за изучаване на Средиземноморието (SIESM) и др.

## Награди
През дългогодишната си научна дейност акад. В. Големански е награждаван многократно. Сред отличията му са:
- Орден „Св. св. Кирил и Методий“ – I ст. (1983)
- Юбилеен медал „100 години Софийски университет“ (1988)
- Почетен знак с лента „Проф. М. Дринов“ (2003)
- Юбилеен медал „100 години Национален природонаучен музей“
- „Доктор хонорис кауза“ на Шуменския университет „Епископ Константин Преславски“ (2013)
- Юбилейна грамота за заслуги към БАН (2013)